# Ahmad Rahmi
Ahmad Rahmi, arab. احمد رحمي (ur. w 1894 w Kairze) – egipski zapaśnik, uczestnik Igrzysk Olimpijskich 1920 i 1924.
Na zawodach zapaśniczych podczas Igrzysk Olimpijskich w Antwerpii w 1920 roku wystartował w dwóch konkurencjach: w wadze średniej w stylu wolnym oraz wadze lekkiej w stylu klasycznym. W wadze średniej w stylu wolnym w pierwszej rundzie Rahmi otrzymał wolny los, natomiast w 1/8 finału przegrał z Belgiem Henrim Derkinderenem i odpadł z rywalizacji. W wadze lekkiej w stylu klasycznym odpadł już w pierwszej rundzie (1/16 finału) po przegranej walce z Francuzem Maurice'em Rohonem. Podczas Igrzysk Olimpijskich w Paryżu w 1924 roku wystartował w jednej konkurencji, w wadze lekkiej w stylu klasycznym. Po przegraniu pierwszej walki z Węgrem Lajosem Keresztesem uległ w następnym pojedynku reprezentantowi Czechosłowacji Františkowi Kratochvílowi, co zakończyło jego udział w turnieju.